# Triumvirat (groupe)
Triumvirat est un groupe allemand de rock progressif, originaire de Cologne, qui devient durant les années 1970 une figure marquante de l'Eurock, le rock progressif d'Europe continentale, dont la variante allemande est appelée krautrock. Le terme Triumvirat est un dérivé du mot latin triumvirate, qui désigne un regroupement de trois hommes puissants. 
Les musiciens de la formation originale sont Hans-Jürgen Fritz (claviers), Werner Frangerberg (basse et chant) et Hans Bathelt (parolier batteur-percussionniste). Cette formation initiale s'efface ensuite pour laisser place à d'autres musiciens. Leur ressemblance musicale avec le groupe Emerson, Lake and Palmer leur a souvent été reprochée et cela a été renforcé par la similarité de leur chanson Lucky Girl (sur l'album Illusions on a Double Dimple) avec celle du trio ELP, Lucky Man. 

## Biographie

### Débuts (1969–1974)
Le groupe est formé en 1969et commence à se faire connaitre en jouant des succès des charts dans des clubs locaux de la ville de Cologne, en Allemagne. Le style musical des Nice et d'Emerson, Lake and Palmer était pour eux une grande influence. Ils iront jusqu'à incorporer des pièces de ces groupes dans leur répertoire, en reprenant Rondo des Nice et Hoedown d'ELP, notamment. Toutefois, ils délaissent progressivement les chansons d'autres groupes et se mettent à composer leur propre musique, toujours avec l'influence de Keith Emerson. Cette influence ne sera pas appréciée par la presse spécialisée qui les qualifiera de "clones d'ELP". 
Au début des années 1970, le trio envoie une démo à la maison de disques locale EMI Group, avec laquelle il signera son premier contrat d'enregistrement. Le bassiste Frangerberg quitte le groupe et est remplacé rapidement par un bassiste chanteur, Hans-Georg Pape. Le groupe produit alors son tout premier album, Mediterranean Tales/Across the Waters en 1972, composé de deux longues suites d'une face chacune. Sur cet album toutefois, le claviériste Hans-Jürgen Fritz chante sur deux chansons, soit Eleven Kids et Broken Mirror sur laquelle il fait aussi les chœurs.
Ils entreprennent une tournée européenne et américaine, durant laquelle ils assurent la première partie de Fleetwood Mac. De retour en Allemagne, ils se concentrent sur l'enregistrement sur leur deuxième album, Illusions on a Double Dimple, qui sortira en 1974. Entretemps, à la suite de son mariage, le bassiste et chanteur du groupe Hans-Georg Pape quitte le groupe et est remplacé par Helmut Köllen. Celui-ci travaillait déjà dans l'entourage du groupe, puisqu'il était leur ingénieur du son. Les membres du groupe sont accompagnés par l'Opera House Orchestra de Cologne, la section de cuivres de Kurt Edelhagen et le saxophone de Karl Drewo pour la suite Mister Ten Percent, ainsi que les chœurs de Ulla Wiesmer, Brigitte Thomas, et Hanna Dölitzsch. C'est le seul album de Triumvirat avec deux bassistes, car Hans-Georg Pape joue la basse sur la face A alors que le chant est assuré par Helmut Köllen, celui-ci joue la basse et chante sur la face B.

### SpartacusetOld Loves Die Hard(1975–1977)
En 1975, le trio entame l'enregistrement de son troisième album, Spartacus. Il raconte l'histoire de l'esclave et gladiateur thrace Spartacus. Les textes sont écrits comme toujours par le batteur Hans Bathelt. L'album est distribué par le label allemand EMI/Electrola et par Capitol Records en Amérique. Il trouvera un certain succès et se classera en 27e position sur les charts du Billboard. 
Après la sortie du disque, Helmut Köllen quitte le groupe pour entamer une carrière solo. Il commence l'enregistrement d'un premier album avec l'aide de Fritz aux claviers (qui compose la musique de 7 des 9 chansons de l'album) et Hans Bathelt pour le texte d'un morceau, The Story of Life. Helmut rejoint pourtant à nouveau le groupe avant de le quitter une seconde fois, notamment car son timbre de voix ne convenait plus aux nouvelles compositions prévues par le trio. Il décède le 3 mai 1977 à l'âge de 27 ans alors qu'il comptait finalement se consacrer à sa propre carrière solo. Son décès est dû à une intoxication au monoxyde de carbone alors qu'il écoutait son futur album sur cassette dans sa voiture en marche. Son album sera publié par Harvest Records à titre posthume deux ans plus tard sous le titre You Won't See Me et dédié à ses parents. 
L'album contient une chanson des Beatles, You Won't See Me, qu'il affectionnait beaucoup. Les musiciens présents sur l'album sont, entre autres, Hans-Jürgen Fritz aux claviers, Brigitte Witt (elle participera plus tard au New Triumvirat) et la sœur de Helmut Elke Köllen aux chœurs, Matthias Holtmann à la batterie et Helmut lui-même au chant, aux guitares acoustique et électrique ainsi qu'à la basse.  
Triumvirat décide malgré tout de poursuivre son activité et engage le chanteur britannique Barry Palmer. Le groupe fait également appel à leur tout premier bassiste, Werner Frangerberg. En 1976, leur nouvel album Old Loves Die Hard sort. Ce sera la dernière pochette du groupe représentant le petit rat blanc, qui était devenu la mascotte du groupe depuis son deuxième album.

### Pompeii
En 1977, Frangerberg et le batteur-parolier de la formation originale Hans Bathelt quittent le groupe, insatisfaits de la direction musicale que prend celui-ci. Le claviériste fait alors appel au batteur Curt Cress, issu de la formation allemande Passport et à Dieter Petereit à la basse. Ensemble, ils sortent l'album Pompeii, sous le nom New Triumvirat, à la suite de querelles entre le claviériste Hans-Jürgen Fritz et le batteur Hans Bathel à cause de la paternité du nom Triumvirat, d'où le nom de New Triumvirat. Ce sera le dernier album progressif du groupe.

### À la Carte
L'album suivant, À la Carte, sort en 1979. Il contient des influences pop et s'éloigne du style initial de Triumvirat, pressé par sa maison de disques de faire plus de ventes. L'album se vend pourtant moins bien que les précédents. Un nouveau changement de musiciens s'effectue. Le chanteur Barry Palmer quitte le groupe et est remplacé par David Hanselmann, Werner Kopal prend la place du bassiste Dieter Petereit et Curt Cress cède son poste au batteur Matthias Holtmann.

### Russian Rouletteet séparation (1980)
Le dernier album du groupe, Russian Roulette, sort en 1980. On y retrouve notamment Steve Lukather (guitare et basse) et Jeff Porcaro (batterie) issu du groupe américain Toto (!). Mais la situation ne satisfait plus le claviériste Hans-Jürgen Fritz Fritz qui mettra fin au groupe après cet album.
En 1983, Fritz participe à deux albums du groupe allemand Gänsehaut. Le premier est produit en 1983 Schmetterlinge Gibt's Nicht Mehr (Les papillons ne sont plus) et est un mélange de krautrock et de synth-pop, et le deuxième est publié l'année suivante et s'intitule Augenblicke (Moments) et se veut un peu plus relax et acoustique. Puis en 1986, Fritz toujours joue avec Andreas Martin sur un single du groupe allemand The Motive, Miss You So Much/Morning Comes (And She's Gone Away). 
En 1987, Barry Palmer produit un maxi-single intitulé Shimmering Gold. Fritz écrit les paroles de la chanson, alors que la musique est composée par Eugen Römer. Le tout est publié par Titan Records.  
Toutefois malgré la fin de son groupe Triumvirat, Hans-Jürgen Fritz n'a pas encore dit son dernier mot en termes de musique, puisqu'il sort en 1989, un album qui consiste en une bande originale de film intitulé Es ist bicht leicht ein gott zu sein, pour le film It's Hard to Be a God, sur le label CBS Records. La dernière pièce musicale, Hard to Be a God était chantée par Grant Stevens, le reste de l'album étant instrumental. Un film de Peter Fleischmann, sur un scénario de Peter Fleischmann et Jean-Claude Carrière, avec Edward Zentara et Werner Herzog. Puis en 1990, il sort un nouvel  album chez Columbia Records en Europe, et Sony pour l'Amérique, dans la collection Millenium, intitulé Dreams of Amadeus avec Ralf Hildenbeutel, dont les pièces musicales sont basés sur des thèmes de Mozart.

### The Website Story: retour avorté
Depuis l'année 2002, selon le site officiel du groupe, Triumvirat devait être de retour avec un projet intitulé The Website Story, qu'ils ont enregistré en 1999, avec des chansons écrites en partenariat avec Fritz et John Miles (ce dernier est connu entre autres pour avoir participé en tant que chanteur à 4 albums du Alan Parsons Project) ; le projet reste sans suite faute d'intérêt de la part des maisons de disques. Un single est tout de même sorti en 2002, avec outre Hans Jürgen Fritz aux claviers, John Parsons à la guitare, Thomas Michael Stevens à la basse, Curt Cress et Wolf Simon à la batterie ainsi que les choristes Aino Laos, Grant Stevens, John Davis, John Miles. Le titre de ce single est The Chips Lay Down To Die, il a été auto-produit par le groupe lui-même. 
En 2012, EMI sort la compilation Essential avec des chansons de leurs sept albums. À noter que tous leurs albums, incluant leur  dernier Russian Roulette sont réédités en 2002 avec des titres supplémentaires, autrefois disponibles uniquement en singles, mention spéciale pour Illusions on a Double Dimple qui est orné d'une pochette différente. En 2015, ce dernier atteint la 45e place de la liste des « 50 meilleurs albums de rock prog de tous les temps » établie par le magazine américain Rolling Stone.

## Discographie

### Albums studio
- 1972 : Mediterranean Tales (Across The Waters) (1972 ; réédité en 2002 avec quatre chansons bonus, Be Home for Tea, Broken Mirror, Ride in the Night et Sing Me a Song)
- 1974 : Illusions on a Double Dimple (1974 ; réédité en 2002 avec quatre pièces bonus, Dancer's Delight, Timothy, Dimplicity et Million Dollars)
- 1975 : Spartacus (1975 ; réédité en 2002 avec deux pièces bonus, The Capital of Power (live) et Showstopper)
- 1976 : Old Loves Die Hard (1976 ; réédité en 2012 avec en bonus les deux pièces Take a break today (Edit) et The Capitol of Power)
- 1977 : Pompeii (1977 ; réédité en 2002 avec en bonus la pièce The Hymn (Edit))
- 1978 : À la Carte (1978 ; réédité en 2002 avec les deux chansons Waterfall (Edit) et Jo Ann Walker (Edit))
- 1980 : Russian Roulette (1980 ; réédité en 2002 avec en bonus la pièce The Ballad of Rudy Törner (English Intro))

### Singles
- 1972 : Be Home for Tea / Broken Mirror (Harvest)
- 1973 : Dancer's Delight / Timothy (Harvest)
- 1973 : Ride in the Night / Sing Me A Song  (Harvest, EMI Electrola)
- 1973 : Lucky Girl (Capitol Records ; Acétate d'une face seulement pour un single qui ne fut jamais distribué)
- 1974 : Dimplicity / Million Dollars (Harvest, EMI Electrola)
- 1974 : The Gladiator's Song/The Deadly Dream of Freedom (Capitol Records ; acétate jamais distribué en single)
- 1976 : Take a Break Today / The Capitol of Power ( Harvest, EMI Electrola)
- 1978 : Waterfall / Jo Ann Walker (Harvest, EMI Electrola)
- 1978 : For You/Darlin' (Harvest - Brésil)
- 1978 : Waterfall/(Oh, I'm) Late Again (Capitol Records)
- 1978 : The Hymn / Dance on the Vulcano (Harvest, EMI Electrola)
- 1978 : Waterfall/Darlin' (Harvest)
- 1980 : Party Life / Games (Harvest, EMI Electrola)
- 1980 : Come with Me / We're Rich on What We've Got (EMI)
- 1980 : Party Life/Rien ne va plus
- 2002 : Let The Chips Lay Down To Die

### Compilations
- 1083 : Grandes Exitos - Distribué en Argentine.
- 1995 : The Gold Collection - Distribution exclusive à l'Allemagne, cet album inclut une chanson des Beach Boys, Darlin.
- 1995 : The Best of Triumvirat - Parution exclusive au Brésil.
- The Best of The Gold Collection - Novo - Réédition du premier Gold Collection, disponible uniquement au Brésil. Date de parution non précisée.
- 2000 : Veni, Vidi, Vici
- 2012 : Essential (EMI)

### Disques pirates
- 1974 : Triumvirat - Illusions On a Double Dimple Live (Palace Theatre, Providence, États-Unis, octobre)
- 1974 : Triumvirat - Illusions On a Double Dimple Live (St. Bernard Cultural Center, Chalmette, LA, États-Unis, novembre)
- 1974 : Triumvirat Live from Ultrasonic (enregistré au Studio Ultrasonic de Hempstead, New York, le 1er octobre)
- 1974 : Triumvirat Live Tour 1974-75 (tournée américaine de 1974-1975)

### Participation
- 1971 : Lieder de Kurt Demmler - Label : AMIGA – 8 55 236 ; Hans-Georg Pape participe à la composition de la musique et fait les arrangements pour la pièce Die Jazzmusik Des Fabian Scheinemann.

### Curiosités
- 1992 : Basement Arrangements de Kemélions ; La pièce Liquid Dots Of Kaos contient des échantillonages tirés de Illusions on a Double Dimple.
- 2003 : Beg for Mercy de G-Unit ; La pièce G-Unit contient des échantillonnages (samplings) de la chanson Million Dollars de Triumvirat.
- 2006 : Rotten Apple de Lloyd Banks; La pièce The Cake renferme des échantillonnages de la pièce I believe de Triumvirat.

### Compilations diverses avec d'autres groupes et musiciens
- 2007 : Krautrock (Music For Your Brain) Vol. 2 ; La pièce Spartacus de Triumvirat se retrouve sur ce coffret compilation allemand de 6 CD sorti en 2007 sur le label Target Music - Le numéro de série est : Target Music - 06007 5300659 7.
- 2009 : Krautrock (Music For Your Brain) Vol. 4 ; La suite Illusions on a Double Dimple se retrouve sur ce coffret compilation allemand de 6 CD, toujours sur le label Target Music - Le numéro de série est : Target Music - 30059.
- 2013 : Krautrock (Music For Your Brain) Vol. 5 ; La pièce The School of Instant Pain fait partie des chansons incluses dans ce coffret compilation allemand à nouveau avec 6 CD sur le label Target Music. Le numéro de série est : Target Music – 013659-30060.

## Discographie solo

### Gänsehaut
- 1983 : Schmetterlinge Gibt's Nicht Mehr
- 1984 : Augenblicke

### The Motive
- 1986 : Miss You So Much/Morning Comes (And She's Gone Away) - Single.

### Solo
Albums studio
Singles
- 1982 : Ohne Moos Nix Los/Keiner Kümmert Sich Um Mich - Synth Pop
- 1982 : Nix/Keiner Kümmert Sich Um Mich - Synth Pop

Collaborations
- 1972 : Child of Never Ending Love de Tanned Leather - Hans-Jürgen Fritz joue le piano en tant qu'invité sur cet album du groupe allemand Tanned Leather.
- 1977 : Soul Survivor d'Eric Burdon - Hans-Jürgen Fritz est aux claviers avec John Bundrick et Zoot Money, Alexis Korner et Geoff Whitehorn à la guitare, les choristes P. P. Arnold, Vicki Brown et Maggie Bell, etc.
- 1981 : Don't Stop The Show de Satin Whale - Hans-Jurgen Fritz au Grand Piano sur Too Late. Barry Palmer est au chant sur tout l'album.
- 1984 : Gladbacher Freunde de Fly Dirt - Cet album du groupe allemand Fly Dirt a été une occasion pour le claviériste Hans-Jürgen Fritz et le batteur Hans Bathelt de travailler en dehors des cadres stricts de Triumvirat. Fritz était technicien en plus d'être chargé du mixing, puis il a collaboré à la composition de la pièce-titre avec Hans Bathelt et le batteur de Fly Dirt, Burkhardt Unrau.
- 1986 - Heartbeatde Bad Boys Blue : Fritz claviers et arrangements, il a écrit la chanson One Night In Heaven.
- 1987 - Love Is No Crime de Bad Boys Blue : Fritz aux claviers et arrangements en plus d'être ingénieur sur l'album.
- 1988 - My Blue World de Bad Boys Blue ; Hans-Jurgen Fritz ne joue pas mais a fait les arrangements.
- 2003 : Around The World de Bad Boys Blue - Fritz aux arrangements de 3 chansons.